# Le Songe (téléfilm)
Pour les articles homonymes, voir Le Songe (homonymie) et Dream.
Le Songe (The Dream) est un téléfilm britannique de la série télévisée Hercule Poirot, réalisé par Edward Bennett, sur un scénario de Clive Exton, d'après la nouvelle Le Rêve, d'Agatha Christie.
Ce téléfilm, qui constitue le 10e épisode de la série, a été diffusé pour la première fois le 19 mars 1989 sur le réseau d'ITV.

## Synopsis
Poirot est convoqué par le leader du pâté en croûte, Benedict Farley, tard dans la soirée dans son bureau jouxtant son usine. Dans la pénombre, il lui fait part d'un rêve récurrent : il prend son arme dans le tiroir de son bureau, va à la fenêtre et se tire une balle dans la tête. Après avoir vu un psychiatre sans succès, il voudrait maintenant l'avis du détective, mais celui-ci est incapable de lui fournir une réponse qui le satisfait et se fait congédier. Le lendemain, on découvre le corps sans vie de M. Farley, mort dans les circonstances qu'il décrivait dans son rêve.

## Fiche technique
- Titre français : Le Songe
- Titre original : The Dream
- Réalisation : Edward Bennett
- Scénario : Clive Exton, d'après la nouvelle Le Rêve (1939) d'Agatha Christie
- Décors : Rob Harris
- Costumes : Sue Thomson
- Photographie : Ivan Strasburg
- Montage : Derek Bain
- Musique : Christopher Gunning
- Casting : Rebecca Howard
- Production : Brian Eastman
  - Production déléguée : Nick Elliott et Linda Agran
- Sociétés de production : Picture Partnership Productions, London Weekend Television
- Durée : 50 minutes
- Pays d'origine :  Royaume-Uni
- Langue originale : Anglais
- Genre : Policier
- Ordre dans la série : 10e épisode - (10e épisode de la saison 1)
- Première diffusion :
  -  Royaume-Uni : 19 mars 1989 sur le réseau d'ITV

## Distribution
- David Suchet (VF : Roger Carel) : Hercule Poirot
- Hugh Fraser (VF : Jean Roche) : Capitaine Arthur Hastings
- Philip Jackson (VF : Claude d'Yd) : Inspecteur-chef James Japp
- Pauline Moran (VF : Laure Santana) : Miss Felicity Lemon
- Alan Howard  (VF : Jacques Thébault) : Benedict Farley / Hugo Cornworthy
- Joely Richardson : Joanna Farley
- Mary Tamm : Mrs Farley
- Martin Wenner : Herbert Chudley
- Christopher Saul : M. Tremlett
- Paul Lacoux : Dr Stillingfleet
- Neville Phillips : Holmes
- Tommy Wright : un ouvrier
- Fred Bryant : un ouvrier
- Donald Bisset : le maire
- Arthur Howell : le professeur d'escrime
- George Little : Dicker (le concierge)
- Christopher Gunning : le chef d'orchestre
- Richard Bebb : la voix des informations

## Anecdotes
- Hugh Fraser (Hastings) et Joely Richardson (Joanna Farley) se retrouveront quelques années plus tard, en 1996, dans le film Les 101 Dalmatiens de Stephen Herek.
- Le chef d'orchestre présent à la cérémonie au début de l'épisode n'est autre que Christopher Gunning, compositeur original de la série qui y fait un caméo.
- L'usine de pâté en croûte Farley est le Hoover Building, ancien siège de la compagnie d'aspirateurs, situé à Perivale dans le borough londonien d'Ealing.